# Paolo Filocamo
Paolo Filocamo (* 1688 in Messina; † 1743 ebenda), war ein italienischer Maler und Architekt des Spätbarock auf Sizilien.

## Leben
Paolo war Mitglied einer Künstlerfamilie in Messina. Gemeinsam mit seinen Brüdern Antonio und Gaetano studierte er in Rom bei Carlo Maratta. Zurück in Messina gründeten die Brüder eine gut besuchte Kunstakademie mit dem Schwerpunkt „Freskenmalerei“.
In den folgenden Jahren lieferten die Brüder zahlreiche Fresken und Tafelbilder an Kirchen und private Auftraggeber, unter ihnen König Johann V. von Portugal (1706–1750).
1717 entwarf Paolo, protegiert durch seinen Freund, den Architekten Filippo Juvarra, den spiralförmigen Turm der S. Gregorio in Messina, der den Campanile des berühmten Bauwerkes von Francesco Borromini „Sant’Ivo alla Sapienza“ in Rom kopierte.
Als Hauptwerk der Brüder gelten die Deckenmalereien in der S. Gregorio in Messina, die wie die meisten ihrer Arbeiten durch das große Erdbeben von Messina 1908 zerstört wurden.
Außerdem arbeitete Paolo Filocamo in der Kathedrale von Acireale und in der Santa Caterina in Palermo. Alle drei Brüder starben während einer Pestepidemie im Jahr 1743.
Pietro Paolo Vasta und Placido Campolo waren Schüler der Brüder Filocamo.

## Werk
- Chiesa di S. Elia (Messina): Fresken „Christi Geburt“, „Anbetung der Könige“, „Darstellung Jesu im Tempel“ und „Taufe Christi“ (1706) von Antonio und Paolo Filocamo
- Cattedrale di Forza d’Agrò: „Heilige Familie“
- Basilica Maria SS. Annunziata (Acireale): „Krönung der Santa Venera“ (1710) Antonio und Paolo Filocamo
- Tafelbild „Maria und Josef“ (1716)
- Chiesa di S. Caterina (Palermo): Deckenfresken „Aufstieg ins Paradies“ und „Engelsturz“ (1728) von Antonio und Paolo Filocamo[1]
- Chiesa di Gesù e Maria in S. Leo (Messina): Fresko „Verklärung der Maria“ (1736)